# مجموعة ميل.آر يو
میل.آر یو هي شركة إنترنت روسية. وقد بدأت في عام 1998 كخدمة بريد إلكتروني، وأصبحت شركة تجارية رئيسية في الجزء الناطق بالروسية من العالم في الإنترنت. اعتبارًا من عام 2013 وفقًا لـ comScore ، كانت مواقع الويب التي تمتلكها Mail.ru مجتمعة يطلع عليها أكبر جمهور في روسيا واستحوذت على أكبر وقت للشاشة.
تصل مواقع Mail.Ru إلى ما يقرب من 86٪ من مستخدمي الإنترنت في روسيا على أساس شهري، وتعد الشركة ضمن أفضل 5 شركات إنترنت، وذلك استنادًا إلى عدد الصفحات الإجمالية المعروضة. تُسيطر Mail.Ru على أكبر 3 مواقع شبكات اجتماعية روسية وأكثرها شعبية وهي فكونتاكتي، وOdnoklassniki، وMoi Mir، على التوالي.
تمتلك مجموعة Mail.ru نسبة 100٪ من أسهم الشبكة الاجتماعية الأكثر شعبية في روسيا VKontakte، وحصص أقلية في Qiwi، سابقًا OE Investmentsا (15.04٪). كما تقوم بتشغيل شبكتين للمراسلة الفورية (Mail.Ru Agent وICQ)، وخدمة بريد إلكتروني وInternet Mail Portal ، بالإضافة إلى عدد من الألعاب عبر الإنترنت.